# Kulachandra Singh
Kulachandra Singh (Imphal, ... – Andamane, 1934) è stato un principe indiano.
Fu Raja di Manipur dal 1890 al 1891.

## Biografia
Figlio del raja Chandrakirti Singh, ascese al trono di Manipur dopo che il fratello maggiore Surachandra Singh fu detronizzato nel 1890. Il 21 febbraio 1891 Lord Lansdowne, viceré britannico dell'India, ordinò a J.W. Quinton, commissario capo di Assam, di riconoscere Surachandra Singh quale legittimo sovrano e di arrestare Kulachandra e suo fratello Tikendrajit Singh che aveva il ruolo di comandante militare dell'esercito.
Deposto dal ruolo di raja, fu imprigionato dalle autorità britanniche sul carcere nelle isole Andamane, dove morì nel 1934.